# Carrie Nation
Caroline Amelia Nation (25 de novembro de 1846 — 9 de junho de 1911), referida as vezes apenas como Carrie ou Carry Nation, foi uma ativista americana e membra radical do movimento da temperança, que exigia controle de bebidas alcoólicas e a implementação da Lei Seca. Nation ficou famosa ao atacar estabelecimentos que vendiam bebidas (tavernas, com mais frequência) com sua machadinha.
Defensora dos direitos das mulheres, Nation também estava preocupada com coisas como roupas justas para mulheres; ela se recusava a vestir uma corset e exortou as mulheres a não usá-las por causa de seus efeitos nocivos sobre os órgãos vitais. Carrie se descrevia como "um buldogue correndo atrás dos pés de Jesus, latindo para tudo que Ele não goste", e afirmou que suas ações para promover a temperança ao destruir bares tinham ordenação divina.
Embora fosse apelidada de "Carrie" por boa parte da sua vida, muitos passaram a chama-la de "Carry". Durante sua campanha destrutiva contra bares e álcool no começo do século XX, ela passou a se chamar de Carry A. Nation, afirmando que ela "carregava uma nação [Carry A Nation] para a Lei Seca." Embora ela tenha morrido antes da Proibição virar lei em 1919, ela foi uma das figuras mais importantes do movimento da temperança, com sua destruição de bares e tavernas dando a ela notoriedade nacional.
As atividades anti-álcool de Nation fizeram com que ela fosse temida entre donos de estabelecimentos que vendiam bebidas. Muitos começaram a colocar na porta dos seus bares slogans como: "All Nations Welcome But Carrie" ("Todas as Nações são bem-vindas exceto Carrie").